# Bas

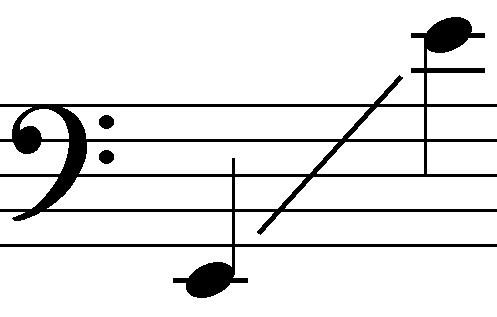
Přibližný tónový rozsah basu

Bas (z lat. bassus – nízký) je nízký mužský hlas. Tento výraz též může označovat hluboké tóny či rejstříky u hudebních nástrojů.
Tónový rozsah basu jsou přibližně dvě oktávy, od velkého E do e1. Je užívaný jak v pěveckých sborech, tak sólově v opeře, kde basisté obvykle zpívali starší muže či záporné postavy.
Podle barvy tónu a dalších charakteristik se rozlišuje několik druhů basu:
- charakterní bas (např. Così fan tutte: Alfonso)
- seriózní bas (Kouzelná flétna: Sarastro)
- basso buffo (Únos ze serailu: Osmin) – obratný hlas, používá se pro komické role